# (29) Anfitrite
(29) Anfitrite es un asteroide descubierto desde Londres en 1854 por Albert Marth. Es uno de los mayores asteroides de tipo S, probablemente de más de 200 kilómetros, el tercero en diámetro tras Eunomia y Juno, de superficie similar a Iris y Herculina.

## Descubrimiento
Anfitrite fue descubierto el 1 de marzo de 1854 por Albert Marth desde el observatorio George Bishop de Londres. Se trata del único asteroide descubierto por su descubridor. Independientemente fue descubierto con posterioridad la misma noche por Jean Chacornac y el 2 de marzo de 1854 por Norman Pogson. Recibe su nombre de Anfitrite, un personaje de la mitología griega. El nombre fue escogido por George Bishop, propietario del observatorio donde fue descubierto.

## Características orbitales
Anfitrite orbita a una distancia media de 2,555 ua del Sol, pudiendo alejarse hasta 2,739 ua y acercarse hasta 2,371 ua. Su inclinación orbital es 6,089° y la excentricidad 0,07211. Emplea 1492 días en completar una órbita alrededor del Sol. La órbita de Amphitrite es menos excéntrica e inclinada que la de sus primos más grandes; de hecho, es la más circular de cualquier asteroide descubierto hasta ese momento. Como consecuencia de ello, nunca llega a ser tan brillante como Iris ni como Hebe, especialmente porque está mucho más lejos del Sol que esos asteroides. Puede alcanzar magnitudes del orden de 8,6 en una oposición favorable.

## Características físicas
En 2007, James Baer y Steven R. Chesley estimaron que Anfitrite tenía una masa de 1,9×1019 kg. Un estudio más reciente sugiere que su masa es de 1,18×1019 kg.
Se sospecha que Anfitrite puede tener un satélite, debido en los datos de curva de luz recogidos por Edward F. Tedesco.

## Símbolo
Anfitrite es uno de los 22 asteroides que se representaron con símbolos hasta que este sistema dejó de ser efectivo debido tanto a la dificultad de representación del mismo como a la dificultad de recordar todos los símbolos a medida que aumentaba el número de asteroides. Su símbolo era  y representaba una estrella sobre una concha.